# روبرتو هرنانديز
روبرتو هرنانديز (بالإسبانية: Roberto Hernández Ayala) (11 يونيو 1967 في المكسيك - ) هو مدرب كرة قدم ولاعب كرة قدم مكسيكي في مركز الدفاع. لعب مع سانتوس لاغونا.

## وصلات خارجية
- روبرتو هرنانديز على موقع قاعدة بيانات كرة القدم.إي يو (الإنجليزية)
- روبرتو هرنانديز على موقع Soccerway.com (الإنجليزية)
- روبرتو هرنانديز على موقع عالم كرة القدم.نت (الإنجليزية)